# Бакинци
Бакинци — населенный пункт в общине Лакташи, которая принадлежит энтитету Республике Сербской, Босния и Герцеговина. По результатам югославской переписи населения 1991 года в Бакинци проживало 608 человек.

## Население
| 1961                           | 1971 | 1981 | 1991 | - | - | - |
| ------------------------------ | ---- | ---- | ---- | - | - | - |
| 1022                           | 863  | 720  | 608  | - | - | - |
| Гистограмма динамики населения |      |      |      |   |   |   |

### Национальный состав
1971 год:
- Сербы — 749
- Хорваты — 113
- Югославы — 0
- Другие — 1

1981 год:
- Сербы — 646
- Хорваты — 156
- Югославы — 9
- Другие — 9

1991 год:
- Сербы — 551
- Хорваты — 36
- Югославы — 19
- Другие — 2